# Alfredo Kindelán
Alfredo Kindelán Duany (Santiago de Cuba, 13 de marzo de 1879-Madrid, 14 de diciembre de 1962) fue un militar y aviador español, considerado fundador del actual Ejército del Aire. Fue el primer jefe, en 1913, de la rama de Aviación del Servicio de Aeronáutica Militar, mandado por Pedro Vives, que contemplaba una segunda rama de aerostación. Participó como jefe del Aire, responsable de la fuerza aérea del bando sublevado durante la guerra civil española. Director de la Escuela Superior del Ejército y miembro de la Real Academia de la Historia, su obra más importante es Mis cuadernos de guerra. Fue nombrado marqués de Kindelán en 1961.

## Biografía

### Orígenes
Nació en Santiago de Cuba, en la Capitanía General de Cuba, el 13 de marzo de 1879, hijo del ingeniero militar Ultano Kindelán (nieto de Sebastián Kindelán) y de su esposa Manuela Duany, ambos pertenecientes a acomodadas familias españolas de origen irlandés.
Su familia, que se había trasladado a España en 1882 por un cambio de destino de su padre, ingeniero militar, perdió toda su fortuna como consecuencia de la guerra con los Estados Unidos en 1898. Quedó huérfano de padre a los trece años de edad y a los catorce ingresó como cadete en la Academia de Ingenieros de Guadalajara. Fue nombrado teniente en 1899.

### Aerostatos y dirigibles

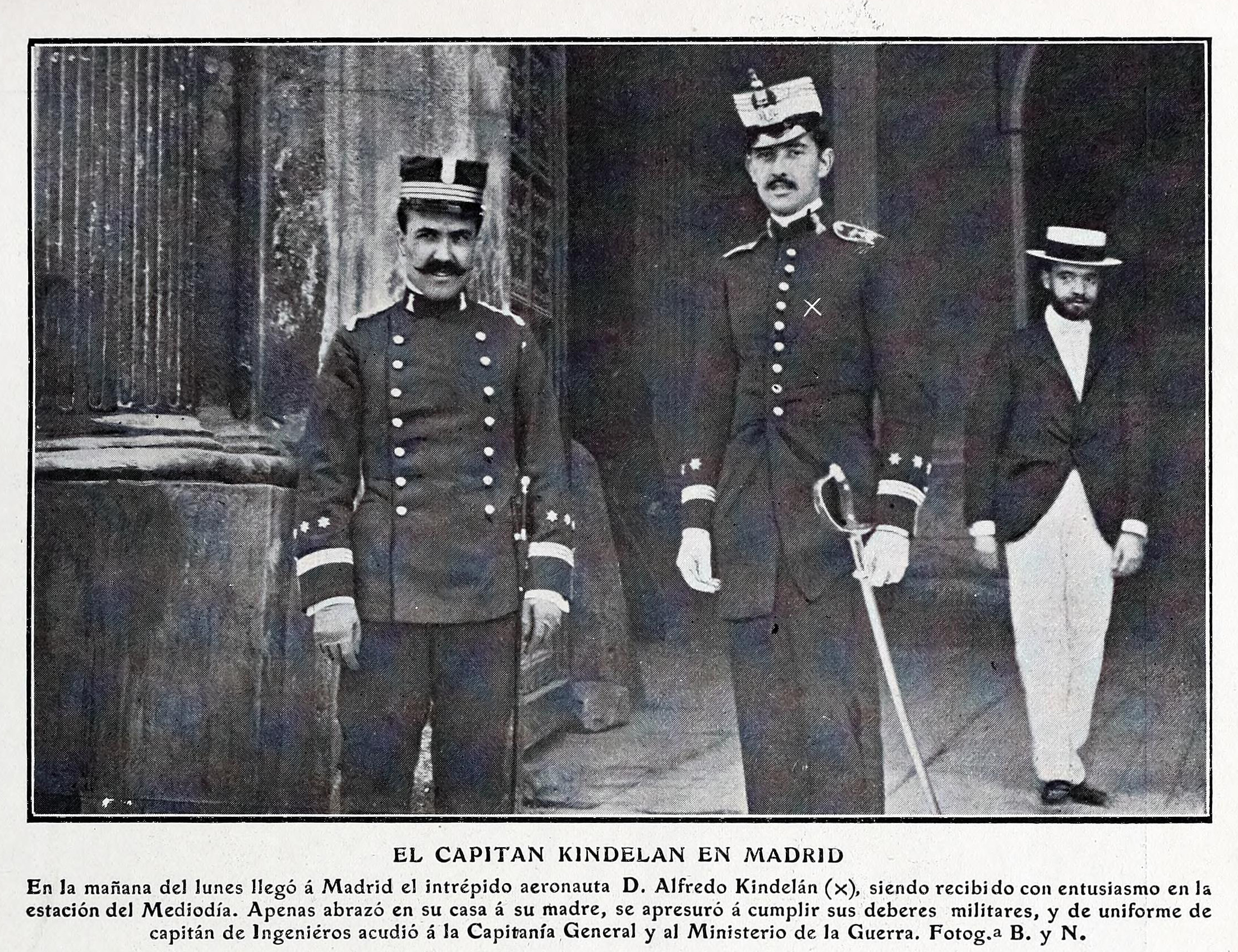
Kindelán en Madrid (Blanco y Negro, 3 de agosto de 1907)

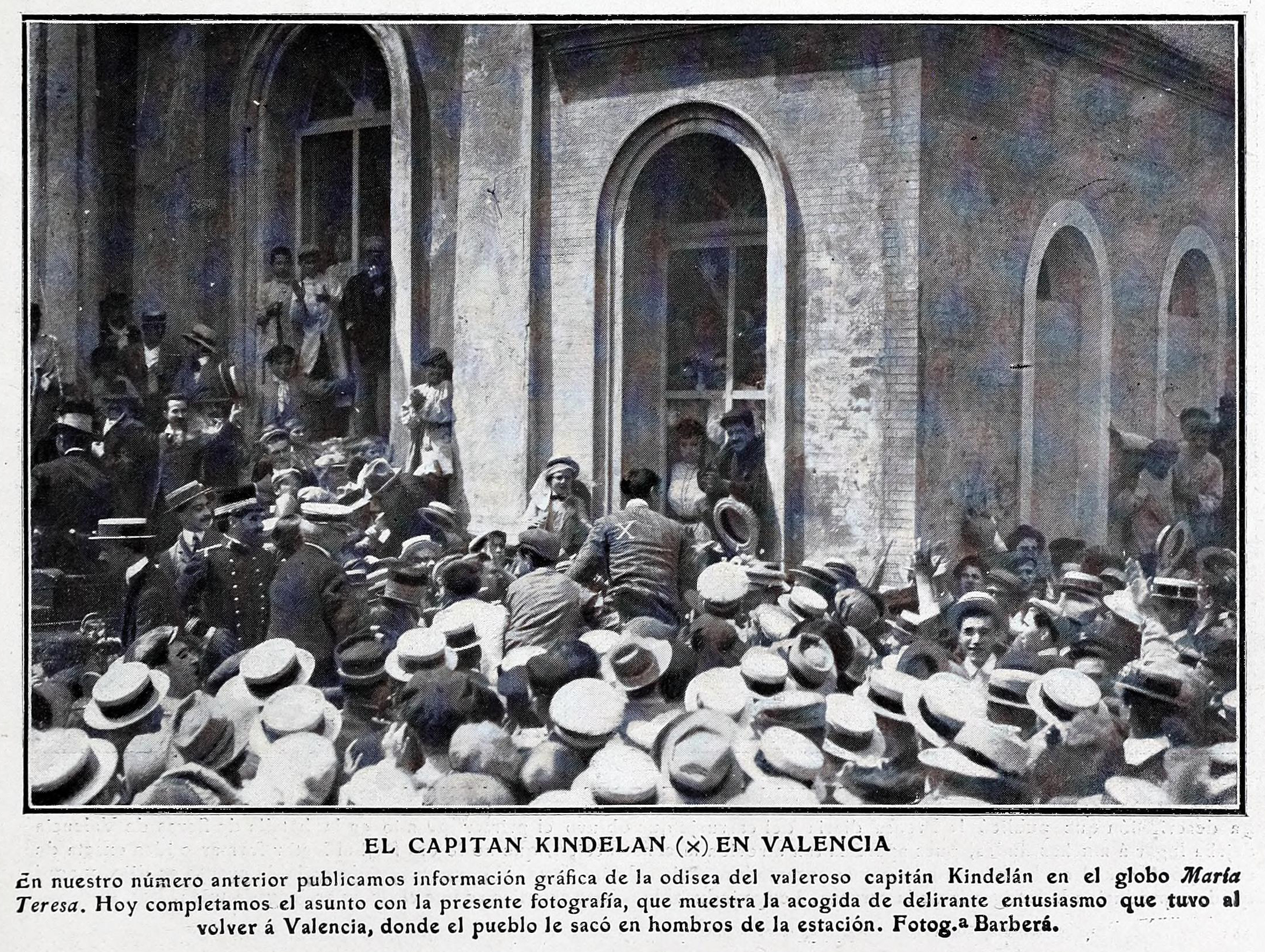
Kindelán en Valencia (Blanco y Negro, 8 de agosto de 1907)

En 1901 obtuvo el título de piloto de globo aerostático en el Servicio de Aerostación Militar. Realizó numerosas ascensiones en globo y se convirtió en el primer piloto español de dirigible. Obtuvo el tercer y cuarto puesto en sus dos únicas participaciones en el campeonato de globos de la Copa Gordon Bennett.
Durante las dos primeras décadas del siglo, se dedicó también a colaborar con el desarrollo de la primera aeronáutica en distintos campos. Publicó los libros Dirigibles y Aeroplanos (1910) y La flota aérea española (1916). Participó, entre 1905 y 1908 con el ingeniero Torres Quevedo en los trabajos de  construcción del prototipo del dirigible no-rígido, invento patentado en 1902 por Torres Quevedo y que se emplea en la construcción de los dirigibles actuales.

### Aviación militar
Con la llegada del aeroplano en 1911, por encargo del gobierno y junto al coronel Pedro Vives y Vich desarrolla el estudio para la creación de una escuela militar de pilotos que finalmente se establece en el aeropuerto de Madrid-Cuatro Vientos y de la que se le encarga la dirección, obteniendo el primer título de piloto militar de aeroplano que en ella se expide en 1911.
En 1913 es nombrado jefe de Aviación del Servicio Aeronáutico Militar, asumiendo el mando de la primera escuadrilla que participa en la guerra de Marruecos. En 1915 se hace cargo de la Escuela Nacional de Aviación (ENA), de carácter civil, que se creó en el aeródromo de Getafe.
En 1921 pone en marcha en Los Alcázares (Murcia) la Escuela de Combate y Bombardeo y en 1922 recibe el cargo de jefe de las Fuerzas Aéreas de África. En 1923 el teniente coronel Kindelán efectuando una misión sobre Tissi-Assa volando como observador y llevando de piloto al capitán Rafael Llorente Sola, es alcanzado por fuego de fusilería en el hombro y el cuello, debiendo permanecer casi un año de baja. En 1925 manda la Escuadra Expedicionaria, componente aéreo de la operación del desembarco de Alhucemas.
En 1926, Miguel Primo de Rivera lo nombra director general de Aeronáutica. En esos años comienza la gestación de los grandes vuelos de la aviación española alrededor del mundo como el Plus Ultra, de Ramón Franco, entre Palos de la Frontera y Buenos Aires, la Patrulla Atlántida, en que tres hidros fueron y volvieron a Guinea Ecuatorial, la Escuadrilla Elcano, en que tres Breguet 19 salen de Madrid hacia Manila, llegando solo uno de ellos a los mandos de Eduardo González-Gallarza y Joaquín Loriga, y los vuelos del Jesús del Gran Poder, un Breguet 19 que en 1927 hizo un periplo que lo llevó por Brasil, Paraguay, Argentina, Chile, Perú, Colombia, Panamá, Honduras y Cuba. En 1928 también fue partícipe en la peregrinación aérea a Jerusalén.
En 1927, Kindelán presenta un proyecto, que es aprobado para crear la "Jefatura Superior de Aeronáutica", lo cual significó la "casi" independencia de la Aviación, respecto de las otras armas y cuerpos del Ejército de Tierra. Se le concedió el uso de un uniforme específico (verde oscuro) con divisas igualmente particulares.
En 1929 es ascendido a general de brigada, pasando a presidir el Consejo Superior de Aeronáutica.

### La República y la Guerra Civil
Alfonso XIII, después del fracaso de la dictadura de Primo de Rivera, a la que apoyó decisivamente, se ve obligado a exiliarse en Roma. Kindelán, marcadamente monárquico, se exilia y se traslada a Francia y luego Suiza al proclamarse la República. Trabaja como ingeniero en la empresa Saurer de Arbon. En 1934 regresa a España para colaborar activamente en la preparación del golpe de Estado de julio de 1936 que, al fracasar parcialmente, da lugar a una guerra civil.
Iniciada esta, la Junta de Defensa Nacional del general Francisco Franco le nombra como Jefe del Aire, ocupando la Jefatura de los Servicios del Aire, haciéndose cargo de todas las fuerzas aéreas del bando sublevado durante toda la guerra, incluidas las de la Legión Cóndor alemana y la Aviación Legionaria italiana. Kindelán había apoyado a Franco desde el principio como comandante general de las fuerzas militares y esto le había convertido en uno de sus hombres de confianza. Confiaba en Franco en gran parte como una buena oportunidad para así poder restaurar la monarquía con la mayor brevedad posible después del conflicto.
Según evolucionaba la guerra, el general Emilio Mola concentraba sus ataques en el frente del norte y Juan Vigón le había convencido de la necesidad de una solución rápida a la guerra. Esto se convirtió en un punto de discordia entre Franco y Kindelán, que le pidió sucesivamente abandonar sus ataques en el frente de Valencia para así concentrarse totalmente en el frente norte. Criticó la participación de Franco en la batalla del Ebro por su larga duración y sugirió que su decisión de comprometerse en este frente en lugar de un ataque directo a Barcelona añadió 4 meses más al final de la guerra.

### Dictadura de Franco
Después de la victoria del bando nacional en 1939, Kindelán, crítico con Franco (al que consideraba como un igual y no un superior), no dudaba en considerar el régimen franquista como una regencia y buscaba la restauración de Alfonso XIII. Ricardo de la Cierva propuso en su obra a Kindelán como un buen candidato para asumir el Ministerio del Aire, ya que como tal había ejercido durante la guerra. Sin embargo, Franco lo sustituye como jefe de las Fuerzas aéreas y coloca al general Juan Yagüe, de Infantería como nuevo ministro del Aire y jefe del recién creado Ejército del Aire, mientras desplaza a Kindelán nombrándolo responsable de la región catalana.
El gobierno de Franco en el contexto internacional se alinea con la Alemania nazi, ya durante la guerra había recibido importante apoyo aéreo de las potencias del Eje, como la Legión Condor o la Aviación Legionaria. Kindelán a pesar de todo se muestra proclive a los aliados de la Segunda Guerra Mundial y forma parte del Estado Mayor de la conspiración monárquica contra Franco.
Kindelán simpatizaba con el gobierno del Reino Unido hasta tal punto que los británicos lo utilizan (y para ello le sobornan con medio millón de dólares de la época) para presionar a Franco a restaurar la monarquía y así forzar a España su neutralidad durante la guerra mundial. El 13 de diciembre de 1941 la embajada alemana se quejó de que Kindelán hubiese invitado al embajador del Reino Unido a su palco del Liceo de Barcelona.
En 1941 se hace con el cargo de capitán general de Cataluña, un cargo diseñado por Franco para equilibrar a las distintas facciones dentro de los militares y así amortiguar el poder de Ramón Serrano Súñer y Falange. En noviembre de 1942, cuando el ministro del Ejército Carlos Asensio está empujando a que España entre en la guerra, se reúne con Franco y le afirma que si esto ocurre, hará un golpe de Estado para restaurar la monarquía.[cita requerida] Kindelán contaba con el apoyo de un importante número de generales y, aunque al principio Franco no reaccionó, a los tres meses, en 1943, consigue un nuevo cargo. Es nombrado director de la Escuela Superior del Ejército y miembro académico de la Real Academia de la Historia, aunque no toma posesión del cargo.[cita requerida]
En agosto de 1945, después de atacar a Franco en un polémico discurso promonárquico, pierde su cargo en la academia militar. Mientras tanto, su libro más importante, Mis cuadernos de guerra, se retrasa y sufre la censura. En él se traza el desarrollo de la guerra civil y se le elimina un pasaje crítico con las decisiones de Franco en el frente del norte.
Kindelán en este momento se ve libre para dedicarse a las conspiraciones para asegurar la restauración al trono del infante conde de Barcelona, Juan de Borbón. Cuando en 1946 se da a conocer el llamado manifiesto de Lausana donde se pide la restauración inmediata de Juan de Borbón, Franco identifica a Kindelán como el cabecilla del manifiesto y ordena su encarcelamiento. Fidel Dávila Arrondo hace un llamamiento a Franco para que tenga en cuenta sus servicios pasados y su avanzada edad, de sesenta y siete años. El dictador cedió y le envió al exilio a las islas Canarias, a más de 2000 km de la capital del país.
Tras la guerra en Europa, ahora con dos grandes frentes internacionales, Estados Unidos y la Unión Soviética, el Gobierno evolucionó hacia posturas monárquicas. En 1947 la Ley de Sucesión en la Jefatura del Estado define por vez primera el Estado franquista como un "Reino", aunque manteniendo la Jefatura del Estado atribuida nominativamente a Franco, que en cualquier momento podría proponer a las Cortes la persona de su sucesor, a título de rey o de regente. En 1949 el general Kindelán pasa a la reserva a la edad de setenta años.

Escudo del Marquesado de Kindelán

Durante los últimos años, Kindelán es parcialmente rehabilitado, ocupa su puesto en la Real Academia de Historia y se le concede la Medalla Aérea que solo acepta con la aprobación de Juan de Borbón. En 1961 Kindelán es reconocido con el título nobiliario de marqués de Kindelán, título concedido por:

...los méritos contraídos por el teniente general del Ejército, don Alfredo Kindelán y Duany, que tuvo la responsabilidad directa del mando superior de las Fuerzas del Aire que mantuvieron victoriosamente en los cielos de España su dominio durante toda la campaña, vengo en expresarle el reconocimiento de la Nación por los servicios prestados a la Cruzada Nacional.
Decreto 1757/1961, de 1 de octubre. (BOE, 2 de octubre de 1961).

No obstante, Paul Preston opina que esta distinción es una broma irónica de parte de Franco, burlándose del hecho de que, a pesar de todos sus esfuerzos, Kindelán todavía no estaba viviendo en la monarquía que así deseaba. Murió al año siguiente en Madrid, el 14 de diciembre de 1962, con España todavía bajo el franquismo. En la actualidad el Ejército del Aire tiene en su honor la Cátedra Kindelán.

## Obra escrita
Kindelán dejó escritos varios libros y artículos relacionados con la aeronáutica y la guerra civil, entre ellos y según el contexto de la época se pueden ordenar en:

### Alfonso XIII
- Las ascensiones libres en la compañía de aerostación, 1905
- Globos dirigibles, 1909
- Dirigibles y Aeroplanos, editorial Memorial de ingenieros del ejército, 1910
- La flota aérea española, 1916

### Segunda Guerra Mundial
- España ante la esfinge, editorial Plus Ultra, 1942
- El generalato y el general: misiones y cualidades, editorial Gráficas Yagües, Madrid, 1943

conferencia en la inauguración del tercer curso de mandos, Escuela Superior del Ejército
- España, ente geopolítico singular, editorial Gráficas Yagües, Madrid, 1943

conferencia en el acto inaugural del 4.º curso de mandos superiores, Escuela Superior del Ejército
- Ciclo de lecciones militares de la hora presente, editorial Gráficas Yagües, Madrid, 1944

conferencia de la 4.ª y 5.ª hora, Escuela Superior del Ejército
- La guerra en el Mediterráneo y Norte de África, editorial Idea, 1944

Tomo V, colección: Historia de la Segunda Guerra Mundial
- La próxima guerra, editorial Manuel Aguilar, 1945
- Plus Ultra, Madrid, 1945
- Mis cuadernos de guerra, Madrid, 1945

### Franquismo
- Ejército y política, Editorial Aguilar, Madrid, 1947
- Europa, su forja en cien batallas, editorial J. Pueyo, Madrid, 1952
- Clima de guerra, editorial Aguilar, 1952
- Biografía del Señor D. Pedro Vives Vich, general de Ingenieros, fundador y primer jefe de la Aeronáutica española, editorial Rex, Barcelona, 1955
- Cuatro novias inglesas, editorial Destino, Barcelona, 1960
- El problema de los ejércitos, editorial Euramérica, Madrid, 1961

### Póstumas
- Mis cuadernos de guerra, editorial Planeta, Barcelona, 1982, ISBN 84-320-5677-4.

Es una segunda reedición del libro publicado en 1945 pero, esta vez, con pasajes suprimidos por la censura franquista.
- La verdad de mis relaciones con Franco, editorial Planeta, 1.ª ed., Barcelona, 1981. ISBN 9788432056650.